# 安念山治
安念山 治（あんねんやま おさむ、1934年2月23日 - 2021年2月8日）は、北海道上川郡下川町出身で立浪部屋に所属した大相撲力士。本名は安念 治（あんねん おさむ）。最高位は東関脇。
現役中に羽黒山に四股名を改めるが、同名の新潟県出身の横綱が存在するためここでは初名の安念山で表記する。

## 来歴

### 番付外で全敗から立浪四天王へ
1934年2月23日に北海道上川郡下川町で農家を営む家に五男として生まれる。下川町立下川中学校卒業後は家業を手伝っていたが、1949年夏に羽黒山政司・照國萬藏一行が名寄へ巡業へやって来た際に見に行ったところ、旭川で立浪部屋の地方世話人を担当していた人物から勧誘され入門、1950年1月場所で初土俵を踏んだ。四股名は本名の「安念」で、入門については自身の強い意志であると入幕後に語っている。
しかし、入門直後の安念は番付外でいきなり8戦全敗を記録するなど圧倒的に弱く、本場所はおろか稽古場でもすぐに転がされるほどだった。入門直後で同じザンバラの兄弟子にも軽くやられる有様で、関取昇進では無く三段目昇進を目標にするほど期待薄であることは自認していた。それでも初土俵から2場所目でようやく番付に名前が記載されたことで励みになったという。均整の取れた骨太の体格で腕力や足腰が強いために順調に出世し、1951年5月場所での「安念山」への改名を挟み（当時は幕下以下も15日制だった）、1953年9月場所で新十両昇進、1954年5月場所で新入幕を果たす。この時点で20歳の若さだった。
1957年5月場所では新小結で13勝2敗の好成績を挙げ、幕内最高優勝を果たした。まだ23歳の若さで大関昇進が期待され、千秋楽の房錦勝比古戦では気負う房錦を組み止めながら繰り出される再三の下手投げに苦戦したが、最後は土俵際での左上手投げによる勝利だった。同年は年間最多勝も争う力士（年5場所で45勝を挙げた）として注目されたが、一部からはまぐれ扱いされることもあったと相撲雑誌の記事において本人が漏らしている。新小結で幕内最高優勝をたった一度果たしたのみでは昇進など到底不可能だが、1959年11月場所では兄弟子で新大関・若羽黒朋明が13勝2敗で初の幕内最高優勝、安念山も12勝3敗の好成績を挙げ、1960年1月場所では若羽黒が綱取り、安念山が大関取りとして注目された場所となった。しかし、この場所は二人揃って結果を残すことが出来ず（若羽黒が7勝8敗と負け越し、安念山も8勝止まり）、さらに大鵬幸喜との対戦では通算21戦全敗と当時の最多敗戦記録となったことも響き、結果的に大関昇進は果たすことが出来なかった。それでも調子の良い時、悪い時問わず現代的な甘いマスクと筋肉質の身体は女性に人気が高く、若羽黒・安念山・北の洋昇・時津山仁一の四名は「立浪四天王」と呼ばれた。雷電賞を4度（1957年5月場所、1958年7月場所、1959年11月場所、1963年7月場所）受賞していて、これは史上最多タイである。

### 後継者争いと現役引退
若羽黒朋明とは立浪部屋の後継者を巡る問題でも争った。安念山は、1959年に立浪の長女・千恵子と結婚し、1961年7月場所から師匠の現役名「羽黒山」を継承して正式に後継者となった。結婚の経緯は、立浪の後援者の一人に大谷重工業社長で元幕下・鷲尾嶽（大谷米太郎）がおり、大谷や部屋付き親方の玉垣が話を持ちかけて交際を開始、1月に交際が報じられ、同年10月6日に結婚式を執り行った。結果的には若羽黒との後継者争いを制した形だが、実際には安念山の交際が始まった時点で若羽黒には別に意中の女性がおり、立浪夫人によれば千恵子を巡っての争いは当初から存在しなかったとし、立浪自身も1956年の時点で安念山を後継者候補として見ていたという。
「羽黒山」の四股名継承後は勝ち越した時は10勝以上を挙げるものの、負け越した場合も10敗以上を喫するなど思うような相撲が取れず、右膝を負傷したことで1965年3月場所の番付に名前を残したまま現役引退、年寄・追手風を襲名した。しかし、1969年10月14日に立浪が亡くなると、同時に立浪部屋を継承した。1970年には早くも日本相撲協会の理事に当選するなど、親方・師匠としての手腕も期待されていた。師匠としては先代から継承した旭國斗雄を大関へ、黒姫山秀男を関脇へ昇進させたものの二人に続く関取が育たず、1979年の旭國、1982年の黒姫山引退後は部屋の勢いが下降していった。特に黒姫山の引退は、同時に部屋の関取が不在になる事態となった。

### 双羽黒騒動
関取不在となり部屋の勢力が下降していく中、立浪は北尾光司に部屋再興の希望を託した。北尾は入門前から恵まれた体格で、中学生でありながら立ち合いで相手を土俵下まで突き飛ばすだけでなく、高校生を相手にしても負けなかったことで大会出場経験が無いために全国的には無名でありながら角界では有名だった。さらに、北尾の指導者が立浪部屋の後援会に所属している縁で、北尾は毎年の夏休みに部屋へ泊まり込みで稽古を行い、中学校卒業と同時に立浪部屋へ入門した。北尾は1986年7月場所後に横綱昇進を果たしたが、北尾はこの時点で幕内最高優勝が一度も無いことから横綱審議委員会では慎重論が多かった。それでも当時は横綱が千代の富士貢しか存在せず、協会が一人横綱状態を早期に解決したかったことと、同時期に北勝海信芳の大関昇進が決定的で、北尾を大関に据え置くと「1横綱6大関」という非常にバランスの悪い番付となるため、北尾の横綱昇進が決定した。その際に、春日野理事長から四股名を「双羽黒」（立浪部屋が生んだ戦前を代表する双葉山定次、戦中から戦後を代表する羽黒山政司の両横綱）と命名され、史上最強横綱誕生へ大きな期待が寄せられた。
しかし、1987年12月28日に双羽黒はちゃんこの味付けを巡って立浪と大喧嘩し、仲裁に入った部屋の女将も突き飛ばし、「二度と（部屋には）戻らない」と言って部屋を飛び出したと言われている騒動を発生させた。双羽黒が友人宅へ逃げ込んでいる最中に、立浪は日本相撲協会へ双羽黒の廃業届を提出した。これを受けて同年12月31日に臨時理事会を開催し、双羽黒の廃業を決議、発表した。この騒動を受けて、世間からは「双羽黒を破門にすべき」という声も出たが、双羽黒が当時24歳の青年だったことに対して温情的に「廃業」扱いとなったが、事実上の破門であることは立浪が後年になって認めている。
双羽黒騒動から2年後の1989年、アマチュア横綱・山崎直樹（日本大学）が立浪部屋へ入門した。山崎は1990年7月場所にて貴闘力忠茂との取組で合計36発に及ぶ張り手合戦を繰り広げるなど闘志を全面に出す力士として活躍する。山崎の入門によって部屋も自宅8階ビルへ移転し、山崎が「大翔山」と改名して関取昇進を果たすと、双羽黒廃業騒動によって落ち込んだ部屋の活気が盛り返した。その後も大翔鳳昌巳・智乃花伸哉・大日ノ出崇揚といった、後に1990年代を代表する力士が相次いで入門した。

### 部屋継承騒動
1995年には大島部屋に所属していた旭豊勝照を長女の婿養子に迎えて養子縁組を結び、1999年の自身の停年退職と同時に旭豊へ部屋を継承させた。しかし、継承直後から部屋の経営方針や指導に関する意見の違いで対立が目立ち、停年退職後も部屋の稽古場に監視カメラを設置して指導方法に口を出すようになった。挙句の果てには旭豊の引退相撲において、その収益を妻と共に持ち逃げしたことで旭豊の元に届いたのは税金の督促状のみという事態を引き起こした。これに激怒した旭豊は養子縁組を解消して離婚するが、先代・立浪も「親方株の譲渡代金」として旭豊へ対して1億7500万円の支払いを命じる民事訴訟を起こした。一審では勝訴したものの控訴審で逆転敗訴となり、最高裁での上告も棄却されたが、旭豊は騒動を受けて部屋を移転させ、かつて双羽黒から暴行を受けて脱走騒ぎを起こしたと報じられた羽黒海憲司の要請で、部屋のアドバイザーとして北尾光司を招聘した。北尾は安念山に対する態度を軟化させており、光文社のインタビューでは自ら安念山との確執について「若さ故の未熟さ」と語っており反省の様子を見せていた。
2021年2月8日、東京都内の病院で死去。86歳没。訃報は日本相撲協会から同年12月13日に公表された。

## 人物
戦後直後から高度経済成長期にかけて活躍した力士で、均整のとれた骨太の体格、強い足腰と腕力で相手を倒す正攻法の取り口である。筋肉質の体格と甘いマスクで女性ファンから人気があり、新入幕から約10年に渡って幕内に在位し続けていた。
得意とする左四つからの下手投げで栃錦清隆・千代の山雅信に強く、通算獲得金星10個のうち7個を二人から奪っているが、大鵬幸喜には通算で21戦全敗と全く歯が立たず、同じ横綱でありながら栃錦・千代の山に強くても大鵬に全く勝てない不思議な戦績が残っている。相手の力を利用する安念山に対して慎重に攻める大鵬の力を、うまく利用して相撲を取ることが出来なかったものと思われる。

## エピソード
- あまりの稽古熱心さから、1952年の夏に名寄町の巡業では大雨の中で「今日はなんぼでも土俵が空いておるぞ」と稽古をしていた。ところが途中で先乗りの親方から注意されて慌てて稽古を切り上げたものの、近所の銭湯で入浴中に風邪と腸チフスを併発して倒れ、10日間も生死の境を彷徨った。立浪が現役であったころは高い気力と体力を買われて嫌というほど胸を出してもらった[3]。
- 北の洋を非常に尊敬しており、関取昇進後は明荷を常に北の洋のそれの隣に置いていた。1969年に立浪が亡くなり、自身が部屋を継承する際にも「武隈親方（北の洋）がいれば大丈夫」と言う程で、北の洋には「北関」と呼んでいた[3]。

新弟子時代から幕下の頃まで北の洋の付き人を行っていた。北の洋曰く、厄介になったのは自身のほうであり、安念山は新弟子の模範生であったと振り返る。1957年の時点では北の洋の方が安念山の後輩であるかのように感じるほど安念山を一目置いていた。
- 頑固な性格の立浪と北の洋曰く「近代的な紳士」の安念山は正反対の性格であり、安念山は立浪への怒られ役であった[3]。
- 美空ひばりや忌野清志郎は生前、安念山の大ファンだった[要出典]。

## 主な成績
- 通算成績：544勝506敗1分30休 勝率.518
- 幕内成績：428勝427敗1分29休 勝率.501
- 現役在位：74場所
- 幕内在位：59場所
- 三役在位：21場所（関脇14場所、小結7場所）[2]
- 三賞：4回
  - 殊勲賞：3回（1957年5月場所、1958年7月場所、1959年11月場所）
  - 敢闘賞：1回（1958年11月場所）
- 雷電賞：4回（1957年5月場所、1958年7月場所、1959年11月場所、1963年7月場所）
- 金星：10個（千代の山雅信3個、栃錦清隆4個、若乃花幹士2個、朝潮太郎1個）
- 各段優勝
  - 幕内最高優勝：1回（1957年5月場所）
  - 幕下優勝：1回（1953年5月場所）

### 場所別成績
| | 一月場所 初場所（東京）    | 三月場所 春場所（大阪） | 五月場所 夏場所（東京） | 七月場所 名古屋場所（愛知） | 九月場所 秋場所（東京） | 十一月場所 九州場所（福岡） |
| --- | -------------------------- | ----------------------- | ----------------------- | --------------------------- | ----------------------- | --------------------------- |
| 1950年 （昭和25年） | 西番付外 0–8               | x                       | 西序ノ口6枚目 7–7–1     | x                           | 西序二段17枚目 10–5     | x                           |
| 1951年 （昭和26年） | 東序二段筆頭 9–6           | x                       | 西三段目23枚目 10–5     | x                           | 東三段目10枚目 9–6      | x                           |
| 1952年 （昭和27年） | 東幕下31枚目 10–5          | x                       | 東幕下19枚目 8–7        | x                           | 西幕下12枚目 7–8        | x                           |
| 1953年 （昭和28年） | 西幕下12枚目 8–7           | 東幕下8枚目 5–3         | 西幕下5枚目 優勝 7–1    | x                           | 東十両17枚目 7–8        | x                           |
| 1954年 （昭和29年） | 西十両17枚目 10–5          | 東十両4枚目 9–6         | 東前頭20枚目 9–6        | x                           | 西前頭12枚目 8–7        | x                           |
| 1955年 （昭和30年） | 西前頭11枚目 8–6–0 (引分1) | 東前頭8枚目 9–6         | 西前頭2枚目 8–7 ★       | x                           | 西前頭筆頭 6–9 ★        | x                           |
| 1956年 （昭和31年） | 東前頭4枚目 7–8            | 東前頭4枚目 7–8         | 西前頭4枚目 8–7 ★       | x                           | 西前頭4枚目 5–10        | x                           |
| 1957年 （昭和32年） | 東前頭6枚目 8–7            | 東前頭4枚目 9–6 ★       | 西小結 13–2 殊          | x                           | 西関脇 9–6              | 西張出関脇 6–9              |
| 1958年 （昭和33年） | 東前頭筆頭 5–10            | 西前頭5枚目 10–5 ★      | 西関脇 2–13             | 西前頭4枚目 11–4 殊★        | 西関脇 5–10             | 東前頭2枚目 10–5 敢★        |
| 1959年 （昭和34年） | 東小結 4–11                | 西前頭3枚目 6–9         | 東前頭8枚目 10–5        | 西前頭筆頭 9–6              | 西小結 8–7              | 西張出関脇 12–3 殊          |
| 1960年 （昭和35年） | 東関脇 8–7                 | 西関脇 6–9              | 西前頭筆頭 8–7 ★        | 東前頭筆頭 10–5             | 西張出関脇 8–7          | 西張出関脇 7–8              |
| 1961年 （昭和36年） | 西小結 8–7                 | 西小結 5–10             | 西前頭2枚目 10–5 ★      | 西張出関脇 7–8              | 西張出小結 9–6          | 西張出関脇 8–7              |
| 1962年 （昭和37年） | 東張出関脇 10–5            | 東関脇 8–7              | 東張出関脇 5–8–2        | 西前頭2枚目 2–7–6           | 東前頭9枚目 9–6         | 東前頭3枚目 8–7             |
| 1963年 （昭和38年） | 西小結 2–13                | 西前頭7枚目 10–5        | 東前頭2枚目 2–13        | 西前頭12枚目 11–4           | 東前頭2枚目 5–10        | 東前頭7枚目 10–5            |
| 1964年 （昭和39年） | 東前頭筆頭 6–9             | 東前頭4枚目 4–11        | 西前頭6枚目 7–8         | 東前頭7枚目 5–10            | 東前頭12枚目 9–6        | 西前頭8枚目 8–5–2           |
| 1965年 （昭和40年） | 東前頭5枚目 1–10–4         | 西前頭14枚目 引退 0–0–0 | x                       | x                           | x                       | x                           |
| 各欄の数字は、「勝ち-負け-休場」を示す。 優勝 引退 休場 十両 幕下 三賞：敢=敢闘賞、殊=殊勲賞、技=技能賞 その他：★=金星 番付階級：幕内 - 十両 - 幕下 - 三段目 - 序二段 - 序ノ口 幕内序列：横綱 - 大関 - 関脇 - 小結 - 前頭（「#数字」は各位内の序列） |                            |                         |                         |                             |                         |                             |

### 幕内対戦成績
| 朝潮(米川) | 8     | 16    | 浅瀬川   | 0  | 3     | 朝ノ海         | 0    | 1  | 東錦     | 1    | 0    |  |  |  |
| 愛宕山     | 1     | 1     | 荒波     | 0  | 1     | 一乃矢         | 1    | 0  | 岩風     | 17   | 12   |  |  |  |
| 宇多川     | 6     | 3     | 及川     | 1  | 0     | 追手山         | 1    | 1  | 大瀬川   | 5    | 1    |  |  |  |
| 大起       | 2     | 3     | 大晃     | 13 | 11    | 小城ノ花       | 16   | 7  | 大蛇潟   | 3    | 0    |  |  |  |
| 海山       | 9     | 3     | 海乃山   | 8  | 5     | 開隆山         | 7    | 2  | 柏戸     | 6    | 16   |  |  |  |
| 金乃花     | 13    | 1     | 神錦     | 0  | 1     | 北の冨士       | 0    | 4  | 北葉山   | 0    | 1    |  |  |  |
| 清國       | 1     | 2     | 国登     | 3  | 2     | 栗家山         | 1    | 0  | 黒獅子   | 2    | 0    |  |  |  |
| 琴ヶ濱     | 12(1) | 19    | 琴櫻     | 3  | 2     | 琴錦           | 1    | 2  | 佐田の山 | 4    | 9    |  |  |  |
| 信夫山     | 5(1)  | 8     | 嶋錦     | 5  | 1     | 清水川         | 3    | 5  | 大豪     | 6    | 16   |  |  |  |
| 大鵬       | 0     | 21    | 大雄     | 1  | 0     | 玉嵐           | 2    | 2  | 玉乃海   | 10   | 11   |  |  |  |
| 玉響       | 4     | 3     | 千代の山 | 3  | 8     | 常錦           | 7    | 2  | 常ノ山   | 2    | 0    |  |  |  |
| 鶴ヶ嶺     | 17    | 19(1) | 輝昇     | 1  | 1     | 出羽錦         | 19   | 19 | 出羽ノ花 | 1    | 0    |  |  |  |
| 出羽湊     | 3     | 5     | 栃王山   | 1  | 1     | 栃錦           | 8(1) | 16 | 栃ノ海   | 5    | 8(1) |  |  |  |
| 栃光       | 20    | 19    | 鳴門海   | 8  | 3     | 成山           | 8    | 11 | 白龍山   | 1    | 0    |  |  |  |
| 羽嶋山     | 6     | 4     | 緋縅     | 1  | 0     | 備州山         | 1    | 0  | 秀湊     | 1    | 0    |  |  |  |
| 廣川       | 4     | 3     | 広瀬川   | 1  | 1     | 福田山         | 3    | 0  | 福ノ里   | 1    | 0    |  |  |  |
| 房錦       | 18    | 14    | 富士錦   | 8  | 11    | 二瀬川(高鐵山) | 2    | 1  | 二瀬山   | 3    | 0    |  |  |  |
| 星甲       | 3     | 0     | 前田川   | 7  | 4     | 松登           | 7    | 9  | 松前山   | 0    | 1    |  |  |  |
| 三根山     | 8     | 3     | 宮錦     | 2  | 1     | 宮ノ花         | 1    | 0  | 明武谷   | 3    | 3    |  |  |  |
| 吉井山     | 0     | 0※    | 義ノ花   | 1  | 0     | 芳野嶺         | 2    | 0  | 吉葉山   | 3(1) | 5    |  |  |  |
| 若瀬川     | 4     | 2     | 若秩父   | 11 | 11(1) | 若天龍         | 2    | 3  | 若鳴門   | 1    | 3    |  |  |  |
| 若ノ海     | 12    | 11    | 若ノ國   | 3  | 0     | 若乃花(初代)   | 6    | 21 | 若前田   | 15   | 6    |  |  |  |

※他に吉井山と引分が1つある。

## 改名歴
- 安念 治（あんねん おさむ）：1950年1月場所 - 1951年3月場所
- 安念山 治（あんねんやま おさむ）：1951年5月場所 - 1960年3月場所、1962年5月場所
- 安念山 宏（ - ひろし）：1960年5月場所 - 1962年3月場所
- 羽黒山 宏（はぐろやま ひろし）：1962年7月場所 - 1963年1月場所
- 羽黒山 昇（ - のぼる）：1963年3月場所 - 1964年3月場所
- 羽黒山 礎丞（- そじょう）：1964年5月場所、1964年9月場所 - 1965年3月場所
- 羽黒山 礎亟（- そじょう）1964年7月場所

### 年寄変遷
- 追手風 治（おいてかぜ おさむ）：1965年3月 - 1969年11月
- 立浪 治（たつなみ - ）：1969年11月 - 1999年2月22日（定年退職）